# Das Magazin (Deutschlandradio)
Das Magazin war eine Programmzeitschrift für die drei Hörfunkprogramme des Deutschlandradios: Deutschlandfunk, Deutschlandfunk Kultur und Deutschlandfunk Nova. Das monatlich erscheinende Magazin konnte dank Rundfunkbeitrag kostenlos als Papierausgabe abonniert oder als PDF-Datei heruntergeladen werden. Einmal im Jahr war ein Aufruf für einen freiwilligen Beitrag von zuletzt 15 Euro (Stand: Februar 2023) in der Printausgabe enthalten.
Das Magazin war werbefrei, es gab ausschließlich Hinweise auf Veranstaltungen der eigenen Programmangebote.
Im Editorial von Heft #06 Juni 2024 wurde angekündigt, dass nach 30 Jahren und insgesamt 360 Ausgaben im Dezember 2024 das letzte Magazin in gedruckter Form erscheinen wird. Seit Januar 2025 wird ein wöchentlicher E-Mail-Newsletter der auf die Programmhighlights der Woche hinweist verschickt. Des Weiteren kann eine PDF-Datei für das Wochenprogramm heruntergeladen werden.

## Aufbau
Zu Beginn jeder Ausgabe stand ein Editorial mit einem Einleitungsbrief des Intendanten vom Deutschlandradio. Es folgten ein Veranstaltungskalender für Interviews, Podiumsdiskussionen (meist aus dem Humboldt Forum) und Musikveranstaltungen. Das Inhaltsverzeichnis schloss sich an. Danach folgten die Schwerpunktthemen des Monats sowie drei Seiten mit ausgewählten Programmpunkten aus dem Bereich Hörspiel & Feature. Anschließend folgte auf einer Doppelseite das Tagesprogramm, wobei Deutschlandfunk die geraden Seiten (links) und Deutschlandfunk Kultur sowie Deutschlandfunk Nova sich die ungeraden Seiten (rechts) teilten (90/10). Die letzten Seiten gehörten den Kinderhörspielen Kakadu, den Leserbriefen und dem Impressum. Auf der vorletzten Seite wurde ein "Radiomensch" hinter den Kulissen in Form eines Steckbriefs vorgestellt.